# Phantasy pour quatuor avec piano

La Phantasy pour quatuor avec piano en fa dièse mineur H.94 est un quatuor pour piano et cordes (violon alto et violoncelle) de Frank Bridge composé en 1910. L'œuvre a été créée le 21 janvier 1911.

## Structure
La Phantasy comporte 5 mouvements :
1. Andante con moto
2. Poco tranquillo
3. Scherzo: Allegro vivace
4. Poco tranquillo
5. Andante con moto

La durée de l'exécution est de 12 minutes